# Ángeles Álvarez Álvarez
Ángeles Álvarez Álvarez (Molacillos, Zamora, 12 de febrer de 1961) és una política socialista espanyola, activista feminista. Diputada per Madrid en la XII Legislatura en l'actualitat és portaveu d'igualtat del PSOE en el Congrés dels Diputats.
Té una llarga trajectòria en defensa dels drets de les dones. El 1999 va ser l'autora d'una guia pionera sobre violència de gènere. Va ser la primera diputada i parlamentària en les Corts Generals que es va declarar obertament lesbiana el 2013.

## Biografia
Va néixer a Molacillos però als pocs mesos la seva família es va traslladar a Coreses a on va viure la seva infància i adolescència. Va estudiar el batxillerat a l'Institut Maria de Molina de Zamora.
Es va iniciar en el feminisme amb la Asamblea de Mujeres de Salamanca ciutat en què va estar residint alguns mesos. Als 17 anys es va traslladar a Madrid i va recalar en Barquillo 44, la seu històrica del moviment feminista madrileny a on va començar a militar a començaments dels 80 en el feminisme independent. La defensa dels drets de les dones i la lluita contra la discriminació ha marcat la seva trajectòria personal, professional i política. Durant una dècada va regentar el El Barberillo de Lavapiés un bar on es reivindicava poder viure amb normalitat l'homosexualitat de manera oberta i digna.

### Compromís contra la violència de gènere
L'any 1995 entra en contacte amb la Federació de Dones Separades i Divorciades liderada per Ana Maria Pérez del Campo Noriega i després d'una curta estada de treball en el Centre d'Atenció a Victimes de Violència creat per la Federació, inicia el seu activisme en la lluita contra la violència de gènere.
A la fi de la dècada de 1990 s'incorpora com a representant de la Federació en la Comissió de Violència del Consell de les Dones de la Comunitat de Madrid i participa en la creació del Foro de Madrid contra la Violència de Gènere germen del que l'any 2001 serà la Xarxa Estatal d'Organitzacions Feministes contra la Violència de Gènere de la qual Álvarez a més a més de ser membre fundador serà el seu portaveu de 2000 a 2004.
El 1999 pública la Guía para mujeres maltratadas editada pel Consell de Dones de la Comunitat de Madrid, una guia pionera en aquest tema plantejat des d'una mirada integral al fenomen de la violència contra les dones i referent documental amb més de deu edicions. Aquest any s'incorpora a la Fundación Mujeres a on es crea una àrea de treball específica de prevenció de la violència de gènere. Com a responsable de l'àrea, Álvarez va posar en marxa la primera campanya publicitària realitzada a Espanya per erradicar la violència de gènere dirigida a barons en el marc del Projecte "Mercurio" finançat per la Unió Europea i que es va desenvolupar en el principat d'Astúries. També des de la Fundación mujeres va coordinar la posada en marxa del Projecte Detecta en col·laboració amb la Universitat Nacional d'Educació a Distància (UNED), una recerca pionera en analitzar la correlació entre la incorporació de creences sexistes i la violència de gènere i va dirigir conjuntament els primers cursos de capacitació del professorat a Pedagogies per a la Igualtat i la prevenció de la violència de gènere en la Universitat d'Alcalá de Henares.
Durant aquesta etapa elabora diferents materials didàctics i guies com La Prostitución: Claves básicas para debatir sobre un problema (2005), La Trata con fines de explotación sexual a més a més de realitzar l'adaptació de continguts de Creeme!Paralo! Guía de sugerencias para apoyar a menores que han sufrido abuso sexual editada per l'Instituto de la Mujer el 2006.
En aquesta etapa ha estat assessora per al disseny d'indicadors en els sistemes de seguiment de la Llei 5/2001 de Prevenció de la Violència de Gènere de la Junta de Castella la Manxa, de la Red de Ciudades contra la Violencia Hacia las Mujeres de Madrid entre els anys 2000-2005 elaborant continguts i programa marc d'acció per a dita Xarxa i vocal del Observatori Estatal de Violència sobre la Dona a més a més de col·laborar en programes de formació amb Creu Roja Espanyola i participar com invitada en la Ponència sobre la Prostitució a Espanya aprovada el 2007.
També ha estat col·laboradora invitada de diferents universitats en cursos de postgrau en matèria de violència com el màster de Gènere i el Diploma Estudis de la Violència de Gènere del Departament de Sociologia de la Universitat Complutense de Madrid i d'altres estudis de postgrau en la Universitat Pública de Navarra o la Universitat Pontifícia de Salamanca.

### Activitat política
Ha desenvolupat la seva activitat política en diferents organitzacions socials en defensa dels drets de les dones. És militant del PSOE des de l'any 2000.

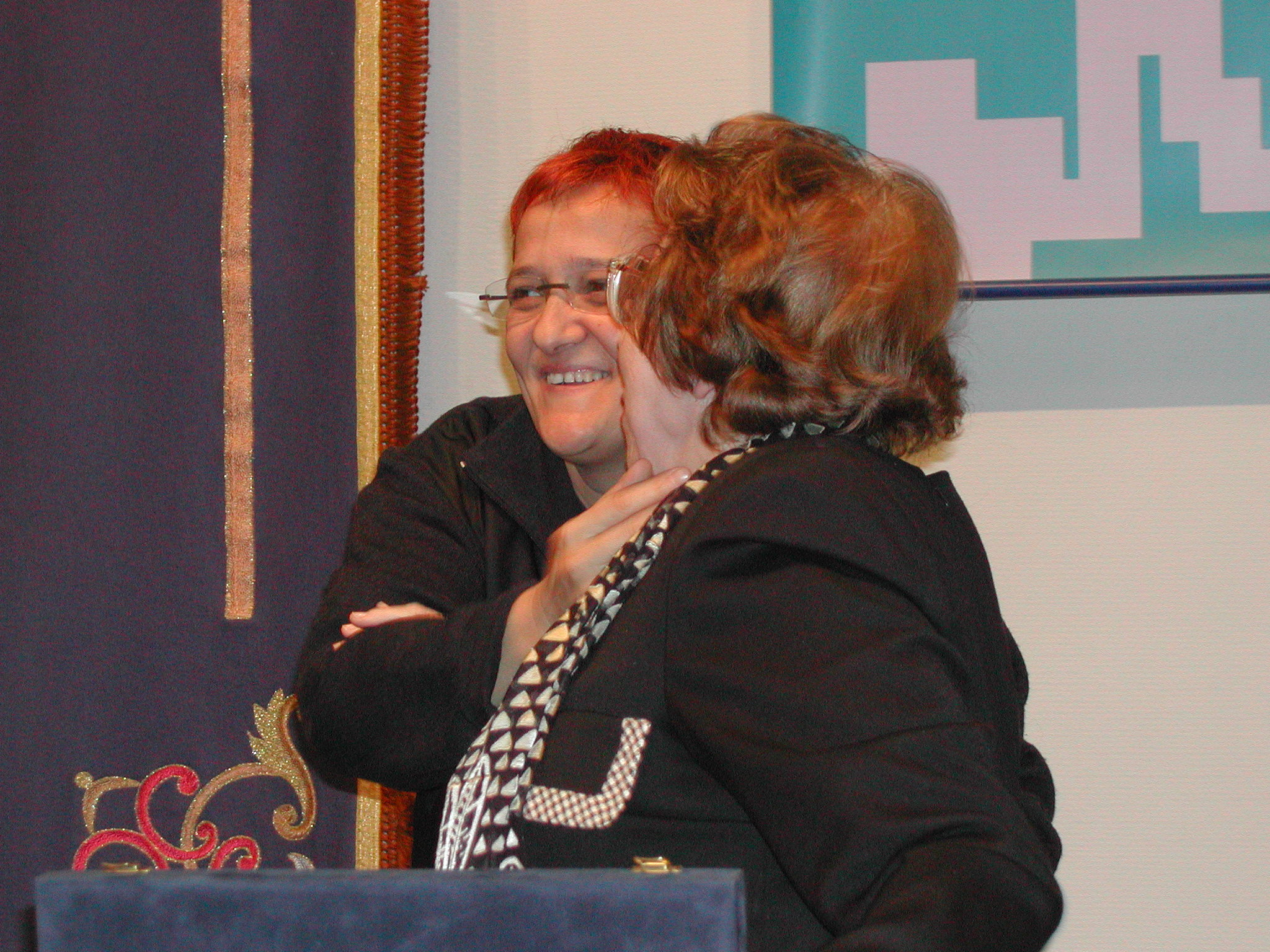
Ángeles Álvarez i Victoria Sau a l'homenatge a Sau,de la Red de Ciutats contra la violència cap a les dones, Fuenlabrada 2001

Va ser coordinadora del grup de treball sobre violència de gènere creat per a l'elaboració del programa electoral del PSOE coordinat per Jesús Caldera per a les eleccions generals de 2004. Fou inclosa en la llista del PSOE per a les eleccions municipals espanyoles de 2007 a Madrid que va encapçalar Miguel Sebastián. Escollida regidora en l'oposició, va assumir ser portaveu adjunta del Grup Municipal Socialista des de setembre de 2007 fins 2011.
Al juliol de 2007 va formar part de la primera executiva de Tomás Gómez en el Partit Socialista de Madrid, assumint la Secretaria de Polítiques d'Igualtat de 2007 a 2011 i la d'Acció Electoral de 2008 a 2011.
Va donar suport a Trinidad Jiménez en les primàries que van enfrontar a l'aleshores ministra de Sanitat amb Tomás Gómez, deixant de formar part de l'Executiva Regional en el XII Congrés del PSM celebrat els dies 2 a 4 de març de 2012, que va ratificar a Gómez com a Secretari General.
A la fi de 2011 va fer el salt a la política nacional concorrent a les eleccions legislatives en la llista del PSOE per la circumscripció de Madrid, llista encapçalada per Alfredo Pérez Rubalcaba i Elena Valenciano. Assumeix l'acta de diputada de la X Legislatura, a on va ser secretària segona de la mesa de la Comissió d'Igualtat i Vocal de les comissions d'RTVE i Interior. Ha estat portaveu del PSOE en la Comissió Mixta per a les relacions amb el Defensor del Poble. Al juliol de 2015 va ser nomenada portaveu d'Igualtat del PSOE en el Congrés dels Diputats en substitució de Carmen Montón que va abandonar l'hemicicle per assumir la Conselleria de Sanitat del govern valencià.
En les primàries socialistes de 2014 va donar suport a Pedro Sánchez, que va resultar escollit Secretari General del PSOE. Al juliol de 2015 va assumir la Secretaria d'Igualtat i Diversitat del PSM-PSOE en l'executiva liderada per Sara Hernández.
En les eleccions legislatives de desembre de 2015 va ocupar el lloc número vuit de la llista del PSOE per Madrid i no va aconseguir escó en el Congrés. Pocs mesos més tard, en les eleccions del 26 de juny de 2016 va ocupar el quart lloc de la llista per Madrid en substitució de Irene Lozano, i va ser escollida diputada en la XII legislatura espanyola, on va estar nomenada portaveu d'igualtat del PSOE. És presidenta de l'associació Enclave Feminista i membre del patronat de Fundació Mujeres.

## Publicacions
- 1999 Guía para mujeres maltratadas Consejo de la Mujer de la Comunidad de Madrid.
- 2005 La prostitución, claves básicas para reflexionar sobre un problema APRAM.
- 2006 Creeme!Paralo! Guía de sugerencias para apoyar a menores que han sufrido abuso sexual Adaptación española. Instituto de la Mujer/Fundación Mujeres.